# Samotišky
Samotišky település Csehországban, a Olomouci járásban. Samotišky Olomouc és Tovéř településekkel határos. Lakosainak száma 1359 fő (2024. január 1.).

## Népesség
A település lakosságának változását az alábbi diagram mutatja:
| Lakosok száma | 726  | 753  | 897  | 954  | 859  | 1034 | 1358 | 1360 | 1373 | 1359 |
|               | 1869 | 1890 | 1921 | 1950 | 1980 | 2001 | 2017 | 2019 | 2022 | 2024 |